# Саксаганский сельский совет (Пятихатский район)
Саксаганский сельский совет (укр. Саксаганська сільська рада) — входит в состав Пятихатского района Днепропетровской области Украины.
Административный центр сельского совета находится в с. Саксагань.

## Населённые пункты совета
- с. Саксагань
- с. Чумаки